# Mordellistena austriacensis
Mordellistena austriacensis es una especie de coleóptero de la familia Mordellidae.

## Distribución geográfica
Habita en Europa Central.